# World Clique
Az 1990-es World Clique a Deee-Lite első, egyben legismertebb nagylemeze. Az album első kislemeze, a Groove is in the Heart top 5-ös volt a Billboard Hot 100-on, akárcsak a brit kislemezlistán. Az amerikai Hot Dance Club Play listán a top 10-be került be. Három további kislemez került be az amerikai dance-lista legjobb 10 kislemeze közé. A Good Beat number one sláger lett.
A lemezen több vendégzenész szerepel, köztük Bootsy Collins (Try Me On... I'm Very You, Smile On, Groove is in the Heart és Who Was That?), Q-Tip (Groove is in the Heart), Fred Wesley és Maceo Parker (Try Me On... I'm Very You, Smile On, Groove is in the Heart).
Az album szerepel az 1001 lemez, amit hallanod kell, mielőtt meghalsz című könyvben. A World Clique CD-változatán két bónuszdal szerepel: Deee-Lite Theme és Build the Bridge.

## Az album dalai
|     | Cím                       | Szerző(k)                 | Hossz |
| --- | ------------------------- | ------------------------- | ----- |
| 1.  | Deee-Lite Theme           | Deee-Lite, Herbie Hancock | 2:10  |
| 2.  | Good Beat                 | Deee-Lite                 | 4:40  |
| 3.  | Power of Love             | Deee-Lite                 | 4:40  |
| 4.  | Try Me on... I'm Very You | Deee-Lite                 | 5:14  |
| 5.  | Smile On                  | Deee-Lite                 | 3:55  |
| 6.  | What Is Love              | Deee-Lite                 | 3:38  |
| 7.  | World Clique              | Deee-Lite                 | 3:20  |
| 8.  | E.S.P.                    | Deee-Lite                 | 3:43  |
| 9.  | Groove Is in the Heart    | Deee-Lite                 | 3:51  |
| 10. | Who Was That?             | Deee-Lite                 | 4:35  |
| 11. | Deep Ending               | Deee-Lite                 | 3:47  |
| 12. | Build the Bridge          | Deee-Lite                 | 4:32  |

## Helyezések és eladás
| Slágerlista (1990)                    | Legjobb helyezés |
| ------------------------------------- | ---------------- |
| Ausztria (Ö3 Austria Top 40)          | 25               |
| Canadian Albums (Billboard)           | 15               |
| US Billboard 200                      | 20               |
| US Top R&B/Hip Hop Albums (Billboard) | 34               |
| Egyesült Királyság (UK Albums Chart)  | 14               |
| Egyesült Királyság (UK R&B Albums)    | 1                |

Az album első sikereit az Egyesült Királyságban érte el, ahol a 14. helyig jutott a brit albumlistán 1990 szeptemberében. Ezzel egy időben, szeptember 15-én a 180. helyen debütált a Billboard 200-on. A Groove Is in the Heart sikerének köszönhetően az album tovább kúszott felfelé a listán egészen november 24-ig, amikor elérte a 20. helyet.
A Power of Love, Good Beat és E.S.P. kislemezek sikerei fenntartották az album eladását, így az 1990 decemberében aranylemez lett. A Billboard 200-on 1991 júniusáig, 41 hétig szerepelt.

### Minősítések
| Ország                           | Minősítés | Eladások |
| -------------------------------- | --------- | -------- |
| Kanada (Music Canada)            | Platina   | 100.000  |
| Egyesült Királyság (BPI)         | Arany     | 100.000  |
| Amerikai Egyesült Államok (RIAA) | Arany     | 500.000  |

## Közreműködők

### Deee-Lite
- Lady Miss Kier – ének
- Super DJ Dimitri – DJ, scratching, sample-ök
- DJ Towa Tei – DJ, scratching, sample-ök, billentyűk

### További zenészek
- Bill Coleman, Sahirah Moore és Sheila Slappy – kiegészítő ének
- Bootsy Collins – basszusgitár, ének
- Q-Tip (az A Tribe Called Quest-ből) – rap
- Maceo Parker – szaxofon
- Fred Wesley – harsona
- Mike Rogers és a Deee-Lite – vokális hangszerelés

### Produkció
- hangszerelés, producer – By Deee-Lite
- executive producer – Bill Coleman
- hangmérnök – Bob Power, Mike Rogers
- hangmérnökasszisztens – Derek Lategan, Eddie Sancho
- keverés – Deee-Lite, Mike Rogers
- mastering – Herb Powers

## Fordítás
Ez a szócikk részben vagy egészben a World Clique című angol Wikipédia-szócikk ezen változatának fordításán alapul.  Az eredeti cikk szerkesztőit annak laptörténete sorolja fel. Ez a jelzés csupán a megfogalmazás eredetét és a szerzői jogokat jelzi, nem szolgál a cikkben szereplő információk forrásmegjelöléseként.